# 메이노하마정
메이노하마정(姪浜町)은 후쿠오카현 사와라군에 설치되었던 정이다. 현재의 후쿠오카시 니시구의 일부에 해당한다.